# Chesja Aleksandrovna Lokšina
Chesja Aleksandrovna Lokšina (17 dicembre 1902 – Mosca, 1º giugno 1982) è stata una regista sovietica.

## Filmografia parziale

### Regista
- Obyknovennoe čudo (1964)
- Vesёlye raspljuevskie dni (1966)